# Teen Choice Awards
Teen Choice Awards — это ежегодная церемония награждения премии, которая проходила с 1999 по 2019 год на телеканале Fox. Первая церемония награждения была проведена в 1999 году. Программа поощряет крупнейшие ежегодные достижения в музыке, кино, спорте, телевидении, моде и др., голосование проводится среди подростков 13-17 лет. В программе участвуют знаменитости и музыкальные исполнители. Победителей награждают доской для сёрфинга, украшенной логотипом «шоу года», который меняется каждый год. На основе церемонии была создана молодёжная премия на сайте YouTube.
В 2019 году церемония награждения была приостановлена на неопределённый срок.

## Обзор
| Год  | Дата церемонии  | Ведущие                                                                  | Исполнители |
| ---- | --------------- | ------------------------------------------------------------------------ | --- |
| 1999 | 1 августа 1999  | Нет (Бритни Спирс открыла шоу)                                           | - Бритни Спирс - ’N Sync и Глория Эстефан - Blink-182 - Кристина Агилера                                                              |
| 2000 | 6 августа 2000  | Нет (Фредди Принц-младший открыл шоу)                                    | - 98 Degrees - BBMAK - No Doubt - Энрике Иглесиас                                                                                     |
| 2001 | 12 августа 2001 | Нет (Дэвид Спейд открыл шоу)                                             | - Usher - Shaggy - Аарон Картер feat. Ник Картер - Nelly - Дженнифер Лав Хьюитт - BBMAK                                               |
| 2002 | 19 августа 2002 | Нет (Бритни Спирс и Верн Тройер открыли шоу)                             | - Nelly - Дженнифер Лав Хьюитт - BBMak - Ашанти                                                                                       |
| 2003 | 2 августа 2003  | - Дэвид Спейд                                                            | - Келли Кларксон - Evanescence - The Donnas                                                                                           |
| 2004 | 8 августа 2004  | - Пэрис Хилтон Николь Ричи                                               | - Blink-182 - Эшли Симпсон - Джоджо - Ленни Кравиц - Yellowcard                                                                       |
| 2005 | 14 августа 2005 | - Хилари Дафф - Роб Шнайдер                                              | - Гвен Стефани - Black Eyed Peas - Pussycat Dolls - Simple Plan                                                                       |
| 2006 | 20 августа 2006 | - Дэйн Кук - Джессика Симпсон                                            | - K-Fed - Нелли Фуртадо feat. Тимбалэнд - Рианна                                                                                      |
| 2007 | 26 августа 2007 | - Хилари Дафф - Ник Кэннон                                               | - Келли Кларксон - Аврил Лавин - Fergie - Shop Boyz                                                                                   |
| 2008 | 4 августа 2008  | - Майли Сайрус                                                           | - Майли Сайрус - Мэрайя Кэри - AC/DC - M&M Cru                                                                                        |
| 2009 | 9 августа 2009  | - Jonas Brothers                                                         | - Jonas Brothers - Шон Кингстон - Майли Сайрус - Black Eyed Peas                                                                      |
| 2010 | 8 августа 2010  | - Кэти Перри - Кори Монтейт - Марк Саллинг - Крис Колфер - Кевин Макхейл | - Джейсон Деруло - Треви МакКой feat. Бруно Марс - Кэти Перри - Джастин Бибер - Diddy - Dirty Money                                   |
| 2011 | 7 августа 2011  | - Кейли Куоко                                                            | - Will.i.am - Джейсон Деруло - Selena Gomez & the Scene - OneRepublic                                                                 |
| 2012 | 22 июля 2012    | - Деми Ловато - Кевин Макхейл                                            | - No Doubt - Флоу Райда - Pauly D - Карли Рей Джепсен - Джастин Бибер                                                                 |
| 2013 | 11 августа 2013 | - Люси Хейл - Даррен Крисс                                               | - Paramore - One Direction - Деми Ловато - Florida Georgia Line feat. Nelly                                                           |
| 2014 | 10 августа 2014 | - Тайлер Пози - Сара Хайленд                                             | - Деми Ловато и Шер Ллойд - MAGIC! - Rixton - Бекки Джи - Джейсон Деруло                                                              |
| 2015 | 16 августа 2015 | - Джина Родригес - Джош Пек - Лудакрис                                   | - 5 Seconds of Summer - Little Mix - Джусси Смоллетт и Бришер И. Грэй - Рейчел Платтен - Флоу Райда и Робин Тик                       |
| 2016 | 31 июля 2016    | - Джон Сина - Виктория Джастис                                           | - Чарли Пут - Серайя - Флоу Райда - Ни-Йо - Джейсон Деруло                                                                            |
| 2017 | 13 августа 2017 | Нет (Логан Пол открыл шоу)                                               | - Кайл feat. Lil Yachty - Рита Ора - Clean Bandit feat. Зара Ларссон - French Montana feat. Swae Lee - Луи Томлинсон feat. Биби Рекса |
| 2018 | 12 августа 2018 | - Ник Кэннон - Леле Понс                                                 | - Меган Трейнор - Lauv - Foster the People - Биби Рекса - Эвви МакКинни - Khalid                                                      |
| 2019 | 11 августа 2019 | - Люси Хейл - Дэвид Добрик                                               | - OneRepublic - Бланко Браун - Мейбел - Джордан Макгроу и Сара Хайланд - CNCO - Жавия Уорд                                            |

## Номинации

### Кино
- Choice Movie: Экшн
- Choice Movie: Актёр экшна
- Choice Movie: Актриса экшна
- Choice Movie: Драма
- Choice Movie: Драматический актёр
- Choice Movie: Драматическая актриса
- Choice Movie: Романтическая комедия
- Choice Movie: Актёр романтической комедии
- Choice Movie: Актриса романтической комедии
- Choice Movie: Триллер
- Choice Movie: Актёр триллер
- Choice Movie: Актриса триллера
- Choice Movie: Комедия
- Choice Movie: Актёр комедии
- Choice Movie: Актриса комедии
- Choice Movie: Фэнтези
- Choice Movie: Актёр фэнтези
- Choice Movie: Актёр фэнтези
- Choice Movie: Научная фантастика
- Choice Movie: Актёр научно-фантастического фильма
- Choice Movie: Актриса научно-фантастического фильма
- Choice Movie: Тематическая мужская роль
- Choice Movie: Тематическая женская роль
- Choice Movie: Поцелуй
- Choice Movie: Драка
- Choice Movie: Злодей
- Choice Movie: Анимация
- Choice Movie: Hissy Fit

### Телевидение
- Choice TV: Драматический сериал
- Choice TV: Приключенческий сериал
- Choice TV: Комедийный сериал
- Choice TV: Реалити-шоу
- Choice TV: Реалити-соревнования
- Choice TV: Late Night
- Choice TV: Тематический сериал
- Choice TV: Актёр д/с
- Choice TV: Актриса д/с
- Choice TV: Актёр п/с
- Choice TV: Актриса п/с
- Choice TV: Актёр к/с
- Choice TV: Актриса к/с
- Choice TV: Актёр т/с
- Choice TV: Актриса т/с
- Choice TV: Parental Unit
- Choice TV: Sidekick
- Choice TV: Злодей
- Choice TV: Fab-u-lous
- Choice TV: Мультсериал
- Choice TV: Личность
- Choice TV: Breakout Star
- Choice TV: Reality/Variety Star
- Choice TV: Female Scene Stealer
- Choice TV: Male Scene Stealer

### Музыка
- Choice Music: Сингл
- Choice Music: Сотрудничество
- Choice Music: Исполнитель — девушка
- Choice Music: Исполнитель — юноша
- Choice Music: Песня о любви
- Choice Music: Песня Hook Up
- Choice Music: Поп-песня
- Choice Music: Рэп-исполнитель
- Choice Music: Рэп/Хип-хоп песня
- Choice Music: R'n'B — исполнитель
- Choice Music: R&B — песня
- Choice Music: Рок-группа
- Choice Music: Рок-песня
- Choice Music: Кантри-группа
- Choice Music: Кантри-исполнитель (ж)
- Choice Music: Кантри-исполнитель (м)
- Choice Music: Тематический исполнитель (ж)
- Choice Music: Тематический исполнитель (м)
- Choice Music: Гастроли
- Choice Music: Саундтрек
- Choice Music: Рэп/Хип-хоп альбом
- Choice Music: Поп-альбом
- Choice Music: R&B — альбом
- Choice Music: Кантри — альбом
- Choice Music: Тин-поп

### Летние категории
- Choice Summer: Кино — приключения
- Choice Summer: Кино — комедия
- Choice Summer: Кино — драма
- Choice Summer: Кино — мелодрама
- Choice Summer: Актёр
- Choice Summer: Актриса
- Choice Summer: Телешоу
- Choice Summer: Телеактер
- Choice Summer: Телеактриса
- Choice Summer: Hissy Fit
- Choice Summer: Песня.

### Нетрадиционные номинации
- 2010 — Choice — Фильм
- Choice Hottie (м)
- Choice Hottie (ж)
- Choice Red Carpet Icon (м)
- Choice Red Carpet Icon (ж)
- Choice — звезда Интернета
- Choice — награда Twitter
- Choice Fab-u-lous!
- Choice — награда поклонников
- Choice — Улыбка

### Специальные награды
Уникальные достижения
- 2000: Серена Уильямс & Винус Уильямс
- 2001: Сара Мишель Геллар
- 2002: Риз Уизерспун
- 2009: Майли Сайрус
- 2010: Селена Гомес

Награда Visionary
- 2005: Гвен Стефани
- 2009 & 2010: Селена Гомес

Высшая награда
- 2003: Майк Майерс
- 2007: Джастин Тимберлейк
- 2009: Бритни Спирс
- 2010: Селена Гомес & Майли Сайрус

Специальные награды не вручаются ежегодно.